# Кратность увеличения
Кратность увеличения объектива — отношение максимального значения фокусного расстояния объектива фотоаппарата (в мм) к длине диагонали кадра (в мм). Для 35-мм плёночных камер диагональ кадра равна 43 мм, поэтому кратность увеличения объектива 28—200 мм составляет 4,6, у объектива 300 мм — 6,9, у широкоугольного объектива 28 мм — 0,65.
Понятие «кратность увеличения объектива» часто путают с понятием «кратность зума», или просто «зумом» (англ. zoom — увеличение изображения). Кратность зума — отношение максимального фокусного расстояния объектива (в мм) к минимальному фокусному расстоянию (в мм). Например, если на объективе указан диапазон фокусных расстояний 4,5—45 мм, то кратность зума будет составлять 10. Зум может быть цифровым либо оптическим: кратность оптического зума определяется оптико-механическими возможностями объектива, а кратность цифрового зума — алгоритмами интерполяции и вычислительными возможностями процессора цифрового фотоаппарата.